# Cantó d'Auxerre-Nord
El cantó d'Auxerre-Nord és un cantó francès del departament del Yonne, situat al districte d'Auxerre. Té 5 municipis i part del d'Auxerre.

## Municipis
- Appoigny
- Auxerre (part)
- Charbuy
- Monéteau (part)
- Perrigny

## Història
| Data d'elecció                           | Identitat      | Partit        | Qualitat |
| ---------------------------------------- | -------------- | ------------- | -------- |
| 1992-1998                                | François Babay | Divers droite |          |
| 1998-                                    | Robert Bideau  | UMP           |          |
| les dades anteriors no són pas conegudes |                |               |          |
|                                          |                |               |          |